# (3439) Lebofsky
(3439) Lebofsky (1983 RL2) – planetoida z pasa głównego asteroid okrążająca Słońce w ciągu 4,55 lat w średniej odległości 2,74 j.a. Odkrył ją Edward Bowell 4 września 1983 roku.